# Andrij Totovytskyj
Andrij Totovytskyj (Oekraïens: Андрій Олександрович Тотовицький) (Sarny Raion, 20 januari 1993) is een Oekraïens voetballer die bij voorkeur als offensieve middenvelder speelt. Hij wordt door Sjachtar Donetsk verhuurd aan KV Kortrijk.

## Clubcarrière
Totovytskyj speelde in de jeugd bij RVUFK Kiev en Dynamo Kiev. In 2010 trok hij naar Sjachtar Donetsk., waar hij twee seizoenen bij het tweede elftal speelde. In 2013 werd de aanvallende middenvelder verhuurd aan Illitsjivets Marioepol. Tijdens het seizoen 2015/16 werd hij verhuurd aan Zorja Loehansk. Het seizoen erop wordt de Oekraïner voor één seizoen verhuurd aan KV Kortrijk. Op 10 september 2016 debuteerde hij in de Jupiler Pro League tegen KVC Westerlo.

## Interlandcarrière
Totovytskyi kwam reeds uit voor diverse Oekraïense nationale jeugdelftallen. In totaal speelde hij twaalf wedstrijden voor Oekraïne –21, waarin hij zeven doelpunten maakte.
2 Traoré ·
4 Franjić ·
5 Bondar ·
6 Stepanenko  ·
7 Eguinaldo ·
8 Kryskiv ·
9 Sjved ·
10 Soedakov ·
11 Zoebkov ·
12 Puzankov ·
13 Pedrinho ·
14 Sikan ·
16 Azarovi ·
17 Tobias ·
18 Ghram ·
20 Hloesjtsjenko ·
21 Bondarenko ·
22 Matvijenko ·
24 Tsoekanov ·
26 Konoplja ·
29 Nazaryna ·
30 Gomes ·
31 Riznyk ·
37 Kevin ·
38 Pedrinho ·
39 Newerton ·
48 Tvardovskyj ·
72 Fesjoen ·
74 Faryna ·
Coach: Pusic
· Assistent-coach: Stanić
· Assistent-coach: Van der Weerden
· Keeperstrainer: Van der Gouw
· Keeperstrainer: Pjatov